# Kremlin Cup 1999 - Doppio femminile
Il doppio femminile  del torneo di tennis Kremlin Cup 1999, facente parte del WTA Tour 1999, ha avuto come vincitrici Lisa Raymond e Rennae Stubbs che hanno battuto in finale Julie Halard-Decugis e Anke Huber con il punteggio di 6–1, 6–0.

## Teste di serie
1. Olena Tatarkova /  Nataša Zvereva (semifinali)
2. Elena Lichovceva /  Ai Sugiyama (semifinali)

1. Lisa Raymond /  Rennae Stubbs (campionesse)
2. Conchita Martínez /  Patricia Tarabini (primo turno)

## Tabellone

### Legenda
| - Q = Qualificato - WC = Wild card - LL = Lucky loser | - ALT = Alternate - SE = Special Exempt - PR = Protected Ranking | - w/o = Walkover - r = Ritirato - d = Squalificato |